# Spirobolomyia
Spirobolomyia is een vliegengeslacht uit de familie van de dambordvliegen (Sarcophagidae).

## Soorten
- S. basalis (Walker, 1853)
- S. flavipalpis (Aldrich, 1916)
- S. latissima Pape, 1990
- S. singularis (Aldrich, 1916)